# Jennifer Hudson
Jennifer Kate Hudson (n. 12 septembrie 1981) este o actriță, cântăreață și textieră americană. Artista a devenit cunoscută în anul 2004, în urma participării la emisiunea-concurs American Idol, unde s-a clasat pe locul al șaselea, în timpul celui de-al treilea sezon al competiției. În 2005, Hudson a fost distribuită în drama Dreamgirls, unde a interpretat rolul lui Effie White, pentru care a fost recompensată cu un Glob de Aur și un Premiu Oscar. În urma succesului întâmpinat, actriței i-au mai fost oferite roluri în filme de succes, printre care Totul despre sex sau Viața secretă a albinelor, ambele înregistrând încasări superioare bugetelor.
Succesul în cinematografie i-a redeschis interpretei ocazia de a-și promova muzica. Primul album de studio al solistei, intitulat Jennifer Hudson, a fost lansat în Statele Unite ale Americii în toamna anului 2008. Discul a debutat pe poziția secundă în Billboard 200 și a inclus șlagărul „Spotlight”. Pentru acest produs discografic, artista a primit patru nominalizări la premiile Grammy, câștigând un trofeu la categoria „Cel mai bun album R&B”. În martie 2011, Hudson a lansat cel de-al doilea album de studio din cariera sa, I Remember Me, care este precedat de promovarea discului single „Where You At”. Având un timbru caracteristic mezzo-sopranelor, interpreta posedă o întindere vocală care însumează aproximativ șase octave.
La finele anului 2008, mama, fratele și nepotul artistei au fost găsiți împușcați mortal, suspectul fiind pus sub trei capete de acuzare. Cu câteva luni înainte artista se logodise cu David Otunga, care a devenit tatăl copilului pe care l-a născut în vara anului 2009. Până în februarie 2012, artista a vândut peste 1.280.000 de albume și 2.237.000 de cântece în Statele Unite. În 2013 a primit o stea pe Hollywood Walk of Fame.

## Anii copilăriei și primele activități muzicale
Jennifer s-a născut pe data de 12 septembrie 1981 în orașul american Chicago, Illinois, părinții săi fiind Darnell Donnerson și Samuel Simpson. Ea a fost crescută în religia baptistă, intrând mai apoi în corul bisericii la vârsta de șapte ani. În același grup muzical a cântat și bunica sa, Julia Kate Hudson, care a devenit o sursă de inspirație pentru Jennifer. Ulterior, interpreta a intrat în instituția cu profil educațional Dunbar Vocational Career Academy, pe care a absolvit-o în anul 1999. Hudson a participat la o serie de concursuri descoperitoare de talente în timpul adolescenței, devenind cunoscută sub titulatura de „cântăreața școlii”. De asemenea, Hudson a frecventat și cursurile colegiului Kennedy-King și cele ale universității Langston.
Abilitățile sale vocale au ajutat-o să câștige un contract cu firma Disney Cruise Line, lucrând pentru aceasta timp de aproximativ șapte luni, din februarie până în august 2004. Această slujbă a ajutat-o pe interpretă să se decidă asupra unei cariera muzicale mai serioase. În aceeași perioadă, ea s-a văzut nevoită să aleagă între posibilitatea de a-și reînnoi contractul de angajare sau ocazia de a participa la audițiile pentru spectacolul American Idol. În cele din urmă, cântăreața s-a hotărât să părăsească compania și să se îndrepte spre o viitoare carieră artistică.

## Cariera artistică

### 2003 — 2004: «American Idol»
În anul 2003, Hudson s-a prezentat la primele audiții pentru cel de-al trilea sezon al emisiunii-concurs American Idol, fiind avansată în faza următoare, având astfel ocazia să fie urmărită de jurații competiției (lucru ce s-a întâmplat în prima parte a anului 2004). Prima înregistrare interpretată de aceasta în fața juriului de specialitate a fost o reprezentație a șlagărului „Share Your Love With Me”, cântat inițial de Aretha Franklin. Solista a fost avansată în faza următoare a competiției, juriul felicitând prezentarea realizată de Hudson, ea fiind considerată cea mai reușită din întreaga zi. Ulterior, interpreta a fost plasată în primul grup al semifinaliștilor, însă nu a reușit să fie avansată în grupul finaliștilor în urma votului publicului, ci în urma uei alegeri realizate de componentul juriului Randy Jackson. Hudson a înregistrat clasări slabe în primele episoade ale emisiunii, însă acest lucru s-a schimbat în cea de-a patra săptămână de concurs, moment în care artista a interpretat piesa „Circle of Life” (lansată inițial de Elton John în scopul prmovării filmului The Lion King), cântec ce a propulsat-o în fruntea ierarhiei concurenților. În ciuda acestui fapt, ea a fost eliminată două săptămâni mai târziu. Ieșirea prematură a solistei din competiție (care era considerată favorita concursului) a fost blamată de Elton John, acesta afirmând că votarea s-a bazat pe criterii rasiale. În urma evenimentului, interpreta a declarat: „orice ar fi, asta a fost menit să se întâmple [...] dar dacă [eliminarea] a fost bazată pe talent, știu că am fost furată”.

### 2005 — 2007: «Dreamgirls» și primele succese

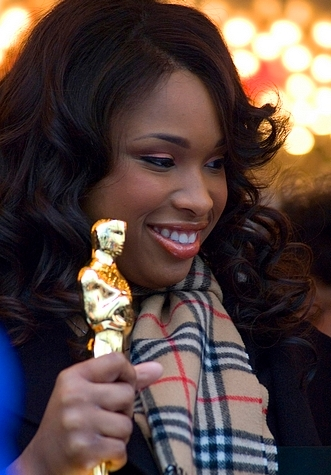
Jennifer Hudson alături de premiul Oscar câștigat pentru interpretarea din filmul Dreamgirls (6 martie 2007).

La finele anului 2005, Hudson a câștigat primul său rol într-un film, aceasta urmând să interpreteze roulul lui Effie White în drama Dreamgirls, producție unde au mai fost distribuiți și Jamie Foxx, Beyoncé Knowles sau Eddie Murphy. Artista a reușit să le depășească pe celelate aproximativ 780 de aspirante, printre care se număra și câștigătoarea American Idol din 2004, Fantasia Barrino. Filmările au luat startul în prima parte a anului 2006 și s-au încheiat în vara aceluiași an. Producția a fost promovată în ediție limitată în decembrie 2006 și lansată la nivel mondial la scurt timp. În prima săptămână de disponibilitate, filmul a debutat pe treapta cu numărul 19 în ierarhia celor mai prolifice producții de la Hollywood. Odată cu lansarea globală, Dreamgirls a urcat pe locul 3, în același clasament, grație celor aproximativ 14,1 milioane de dolari americani proveniți din încasări. Pelicula s-a dovedit a fi un succes la nivel internațional, adunând un total de peste 150 de milioane de dolari americani pe întregul mapamond, mai mult de două trimi fiind câștigate doar de pe teritoriul Statelor Unite ale Americii. Pentru interpretarea sa în film, Hudson a primit numeroase aprecieri din partea criticilor de specialitate, unii considerând că se va număra printre nominalizatele la premiul Oscar.
Alături de ceilalți componenți ai distribuției a înregistrat cântece pentru coloana sonoră a peliculei, album ce a precedat lansarea filmului. Materialul discografic a debutat locul 20 în clasamentul american Billboard 200, mulțumită celor aproximativ 92.000 de exemplare comercializate într-o singură săptămână. Ulterior, coloana sonoră a urcat pe treapta cu numărul 1 în aceeași ierarhie, primind și un disc de platină. Primul single extras de pe disc, „One Night Only”, o colaborare cu Beyoncé, Anika Noni Rose și Sharon Leal a câștigat poziții mediocre în Regatul Unit. La scurt timp, au mai fost promovate alte două înregistrări, „Listen”, interpretat doar de Knowles și „And I Am Telling You I'm Not Going”, compoziție prezentată doar de Hudson. În timp ce prima s-a bucurat de succes într-o serie de regiuni europene, piesa lui Hudson a fost apreciată în Statele Unite ale Americii, unde a reușit să surclaseze înregistrarea lui Beyoncé în trei ierarhii importante, printre care și Billboard Hot 100. Cântecul a fost interpretat în duet cu Jennifer Holliday la gala premiilor BET Awards din anul 2007.
În urma aprecierilor primite din partea criticilor de fim, Hudson a fost recompensată cu un Glob de Aur, pentru prestația sa din Dreamgirls, la categoria „Cea mai bună interpretare într-un rol secundar”. Aceeași distincție i-a fost oferită și de Broadcast Film Critics Association și Screen Actors Guild. Ulterior, Hudson a apărut pe coeprta revistei Vogue, devneind cea de-a treia celebritatea afroamericană și prima cântăreață afroamericană ce este prezentată pe coperta publicației. La data de 25 februarie 2007, s-a anunțat faptul că artista este laureata unui premiu Oscar, pentru prestația din Dreamgirls, în timpul discursului de mulțumire exprimându-și mulțumirea față de această realizare. În urma succesului întâmpinat, lui Hudson i s-a oferit un contract de promovare cu casa de discuri J Records, alături de care urma să își lanseze viitoarele produse discografice. Tot în 2007, primarul orașului său natal, Chicago, a declarat 6 martie „Ziua Jennifer Hudson”.

### 2007 — 2009: Debutul discografic și alte proiecte cinematografice
În anul 2007, actrița a interpretat un rol secundar în drama Winged Creatures (care a fost ulterior redenumit în „Fragments”), peliculă a cărei producție a fost completată în cursul aceluiași an. În septembrie 2007 a fost anunțat faptul că Hudson a fost distribuită într-un nou film, respectiv, adaptarea cinematografică a serialului american Sex and the City. Premiera producției a avut loc pe data de 12 mai 2008 în Londra, urmând ca prima prezentare pe teritoriul american a filmului să se materialize în New York. Sex and the City s-a bucurat de succes la nivel global, adunând peste 415 milioane de dolari americani, peste 63% din încasări provenind din afara Statelor Unite ale Americii. De asemenea, Hudson a înregistrat compoziția „All Dressed in Love”, care a fost inclusă pe coloana sonoră a peliculei, piesă de a activat în ierarhiile britanice. Materialul pe care a fost inclus cântecul a debutat pe treapta cu numărul 2 în Billboard 200, înregistrând vânzări considerabil mai slabe decât locul 1, albumul Here I Stand, lansat de Usher. În toamna aceluiași an, tot în 2008, a fost lansat și filmul Viața secretă a albinelor. Pelicula a debutat pe poziția cu numărul 3 în ierarhia celor mai bine cotate producții cinematografice din Statele Unite ale Americii, lucru datorat celor peste zece milioane de dolari americani proveniți din încasări. Viața secretă a albinelor a avut parte atât de evaluări pozitive din partea criticilor de specialitate, cât și de recenzii nefavorabile, website-ul Rotten Tomatoes afișând o medie a aprecierilor de 58%. Înregistrând încasări de aproximativ patruzeci de milioane de dolari americani la nivel global, filmul și-a depășit bugetul cu aproape treizeci de milioane.

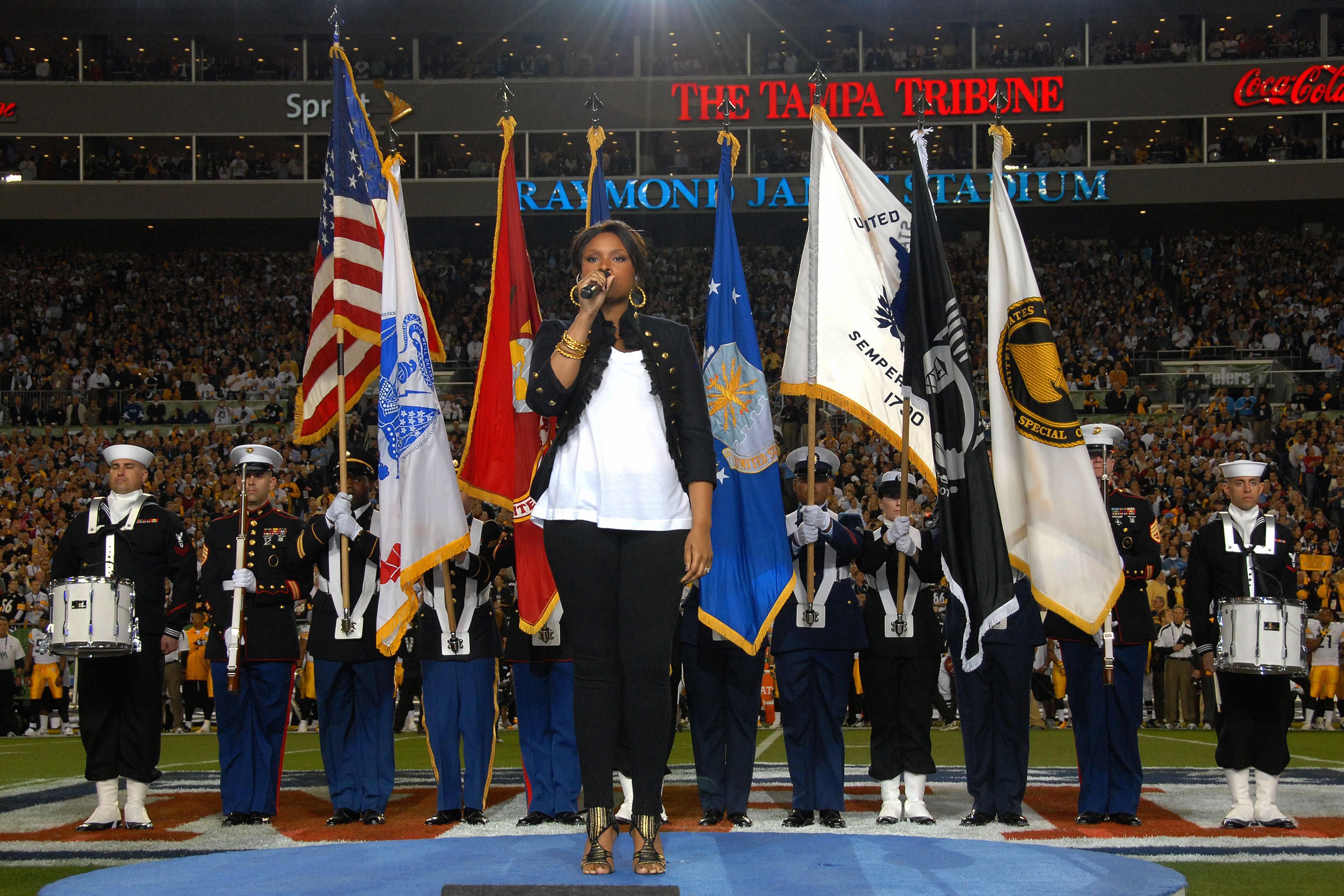
Jennifer Hudson interpretând imnul S.U.A. „The Star-Spangled Banner” în februarie 2009.

În aceeași perioadă, a început promovarea primului material discografc de studio al artistei, Jennifer Hudson. Deși se preconiza că va fi distribuit lanțurilor de magazine în prima parte a anului 2008, discul a început să fie comercializat abia în toamna anului amintit. Primul extras pe single al albumului — „Spotlight” — a fost trimis posturilor de radio americane pe data de 9 iunie 2008, urmând ca într-un interval de douăzeci și patru de ore să fie distribuite și primele descărcări digitale. Înregistrarea, compusă cu ajutorul echipei de producători Stargate și Ne-Yo, a câștigat clasări de top 40 în Billboard Hot 100 și a obținut prima poziție în ierarhiile de muzică R&B din S.U.A.. Fiind lansat și la nivel mondial, „Spotlight” a înregistrat clasări similare, cea mai bună prezență fiind obținută în Regatul Unit, unde a staționat în primele o sută de trepte timp de douăzeci și șapte de săptămâni. Albumul de proveniență a fost lansat la scurt timp, debutând pe poziția secundă în Billboard 200, grație celor peste 217.000 de exemplare comercializate în primele șapte zile de disponibilitate. După doar șase săptămâni, Jennifer Hudson a primit un disc de aur în țara natală a interpretei, acest lucru punând în evidență faptul că materialul a depășit pragul de jumătate de milion de unități vândute. În februarie 2009 balada „If This Isn't Love” a fost extrasă pe disc single și distribuită în Regatul Unit, regiune unde a câștigat locul 37. Ultima înregistrare promovată de pe album, „Giving Myself”, a fost lansată doar pe plan local, înregistrând clasări dezamăgitoare.
Pentru album, Hudson a primit un total de patru nominalizări la premiile Grammy desfășurate în anul 2009, la categoriile „Cel mai bun album de muzică R&B” (pentru Jennifer Hudson), „Cea mai bună interpretare R&B”, „Cel mai bun cântec R&B” (amble pentru șlagărul „Spotlight”), „Cea mai bună interpretare R&B a unui grup” (pentru colaborarea cu Fantasia Barrino: „I'm His Only Woman”). Solista a fost desemnată câștigătoarea primului trofeu, acordat pentru materialul său de debut, în timpul ceremoniei interpretând și înregistrarea „You Pulled Me Through”, de pe discul recompensat. În februarie 2009, artista a interpretat imnul național al Statelor Unite ale Americii, „The Star-Spangled Banner” în timpul evenimentului Super Bowl XLIII. Pentru a-și promova albumul, Hudson a portnit într-un turneu de promovare în compania solistului Robin Thicke.

### 2009 — prezent: Noi filme, «I Remember Me» și «I Got This»
În iulie 2009, solista și-a făcut apariția la ceremonia de comemorare a lui Michael Jackson, ea interpretând șlagărul acestuia „Will You Be There”, în cadrul aceluiași eveniment susținând recitaluri și Mariah Carey, Usher sau Stevie Wonder. În septembrie 2009, interpretul Ne-Yo, a declarat faptul că interpreta a început să pregătească un nou material discografic de studio, el numărându-se printre colaboratori. De asemenea, mass-media din S.U.A. a prezentat informații conform cărora solista a apelat și la echipa de producție Stargate, cu care lucrase anterior la șlagărul „Spotlight”, lansarea discului fiind programată pentru anul 2010. Un alt colaborator al cântăreței pentru următorul album este și John Legend, care s-a declarat mulțumit de rezultatul obținut. În decembrie 2009, postul american de televiziune ABC a prezentat emisiunea specială de sărbători Jennifer Hudson: I'll Be Home for Christmas, o emisiune în care interpreta a prezentat o serie de momente artistice, dar și o serie de experiențe din trecutul său. În timpul spectacolului ea a fost acompaniată de cântărețul canadian Michael Bublé, cu care a interpretat în duet o serie de înregistrări specifice Crăciunului, printre care „Baby It's Cold Outside” și „Let It Snow”.

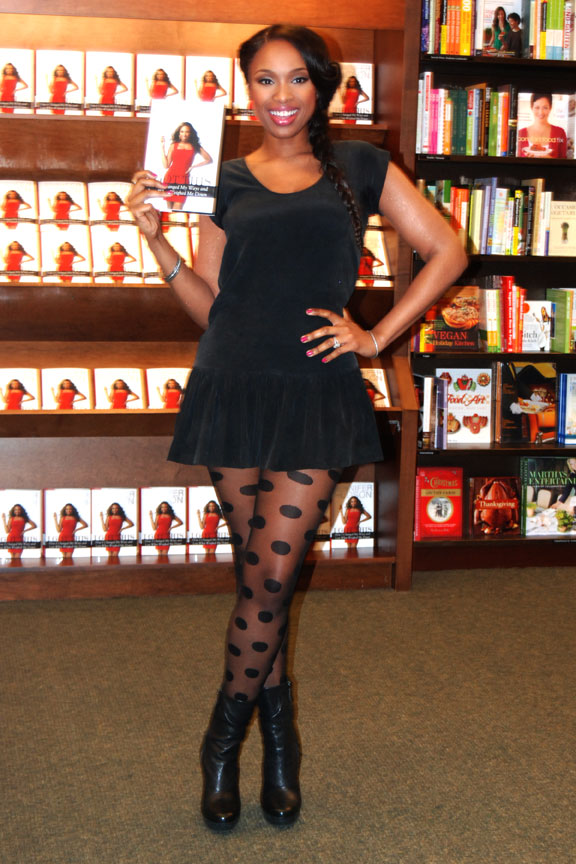
Jennifer Hudson promovându-şi prima carte I Got This (17 ianuarie 2012).

Pe data de 22 ianuarie 2010, Hudson a fost prezentă la teledonul Hope for Haiti Now: A Global Benefit for Earthquake Relief, realizat în vederea strângerii de fonduri pentru victimele seismului produs în Haiti în 12 ianuarie 2010. În cadrul evenimentului, solista a interpretat clasicul formației Beatles „Let It Be”, el fiind distribuit prin intermediul magazinului virtual iTunes, dar și inclus pe albumul Hope for Haiti Now. În urma acestei manifestații s-au strâns aproximativ 61 de milioane de dolari americani. La scurt timp, Hudson a participat la gala Premiilor Grammy 2010, unde alături de Carrie Underwood, Celine Dion, Smokey Robinson și Usher a interpretat clasicul lui Michael Jackson „Earth Song”, în timpul unui omagiu adus artistului. La doar o zi distanță, cântăreața a intrat în studioul de înregistrări pentru a imprima o versiune actualizată a șlagărului „We Are the World”, alături de alți optzeci de artiști, printre care Celine Dion, Jordin Sparks, Pink, Toni Braxton sau Usher. În aceeași perioadă, Hudson a fost distribuită în pelicula Winnie, un film autobiografic bazat pe cartea Winnie Mandela: A Life, artista urmând să interpreteze rolul principal, cel al soției fostului președinte sud-african Nelson Mandela. În ciuda acestui aspect, o serie de actori din Africa de Sud au blamat alegerea lui Hudson pentru acest rol, întrucât aceștia consideră că producția poate constitui un mod de dezvoltare al industriei cinematografice din țară. Materialul a fost atacat în mod public chiar de către Winnie Mandela, ea exprimându-și dezamăgirea față de faptul că nu a fost consultată în vederea realizării peliculei.
La finele anului 2010 s-a anunțat faptul că viitorul material discografic de studio urmează să fie lansat în prima parte a anului 2011, informații adeverite la scurt timp. Comercializarea albumului, intitulat I Remember Me, a început pe data de 22 martie 2011 în Statele Untie ale Americi, fiind precedat de promovarea extrasului pe single „Where You At”, care a înregistrat clasări notabile în ierarhiile de muzică R&B compilate de revista Billboard. Coperta oficială a materialului a fost dezvăluită pe data de 8 februarie 2011, ea fiind realizată de către cunoscutul regizor Anthony Mandler. Materialul s-a comercializat în peste 165.000 de exemplare în săptămâna lansării doar în Statele Unite ale Americii, debutând pe poziția secundă în clasamentul celor mai bine vântude albume de muzică R&B, dar și pe locul al doilea în ierarhia generală — Billboard 200. Discul a câștigat poziționări modeste la nivel internațional, activând notabil în țări precum Australia, Elveția, Germania sau Regatul Unit. Reacțiile criticilor de specialitate cu privire la material au fost majoritar favorabile, după cum indică Metacritic, care a afișat o medie de 68% calificative pozitive pentru material. Campania de promovare a fost continuată prin lansarea altor trei discuri single — „I Remember Me” (în Regatul Unit), „No One Gonna Love You” și „I Got This” (doar în Statele Unite ale Americii) — toate activând mediocru în ierarhiile oficiale. I Remember Me s-a comercializat în aproximativ 400.000 de exemplare în Statele Unite ale Americii,) fiind recompensat cu un disc de aur, dovedindu-se un bun succesor pentru Jennifer Hudson, care a primit aceeași distincție. La începutul anului 2012 artista a fost prezentă la cea de-a cincizeci și patra ediție a Premiilor Grammy, unde i-a adus un tribut cântăreței americane Whitney Houston prin interpretarea unuia dintre cele mai memorabile cântece promovate de aceasta, „I Will Always Love You”. În aprilie 2012 a apărut filmul The Three Stooges unde actrița joacă rolul unei călugărițe, Sora Rosemary. Pelicula s-a bucurat de succes, înregistrând încasări de peste patruzeci și șase milioane de dolari americani la nivel global. Același an 2012 a marcat și lansarea primei cărți a lui Hudson, I Got This: How I Changed My Ways and Lost What Weighed Me Down, în care aceasta dezbate modalizățile prin care a reușit să renunțe la kilogramele în plus și să își schimbe stilul de viață. A cântat la decernarea Premiilor Oscar din 2013, aducând un tribut musicalurilor. A interpretat piesa „Same Love” cu Macklemore, Ryan Lewis și Mary Lambert la Premiile MTV Video Music 2013. Pe 13 noiembrie 2013, Jennifer a primit cea de-a 2512-a stea pe Hollywood Walk of Fame.

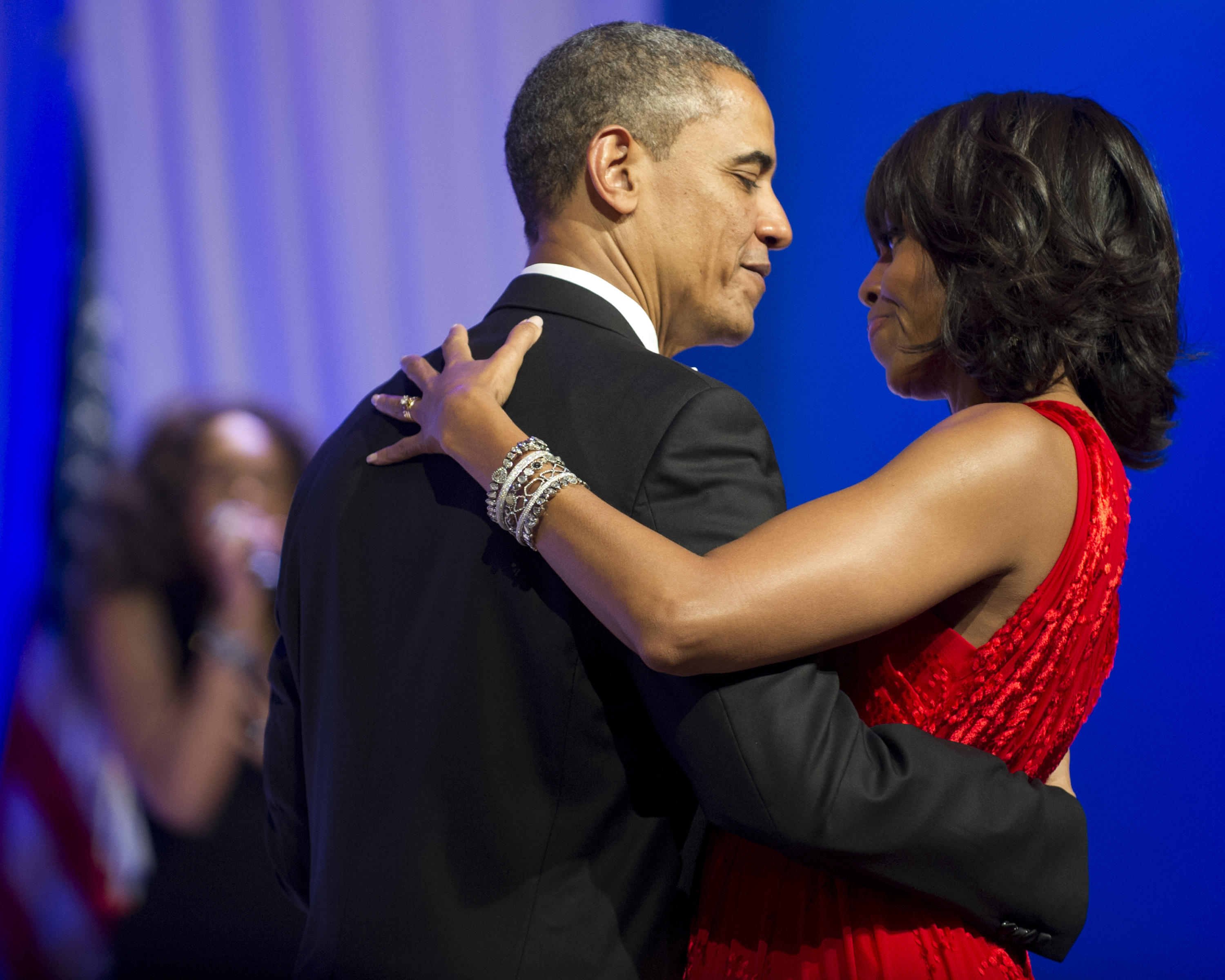
Jennifer Hudson (în fundal) cântând la o ceremonie soților Barack și Michelle Obama, ianuarie 2013.

### 2014: Al treilea album de studio
Pe 21 septembrie 2013, Hudson a lansat un nou single, „I Can't Describe (The Way I Feel)”, care va face parte din al patrulea album al cântăreței. Această piesă este inspirată din tonalitățile anilor '70 și a fost înregistrată în colaborare cu T.I. și co-produsă de Pharrell. Albumul va fi lansat în prima parte a anului 2014, iar pe acesta se vor regasicântăreți precum Timbaland, Pharrell Williams și RedOne, printre alții. RedOne a declarat despre album că: „Nu este dance dance, ci dance soul. Este în stilul anilor șaptezeci”. Hudson a de clarat la rândul ei că: „Ne facem treaba atât de bine încât nu aș mai vrea să plec acasă (de la studio). Sora și managerul meu vor dormi pe canapea în timp ce noi vom lucra până la 4 sau 5 dimineața.

## Viață personală
Prima relație oficială a lui Hudson datează din anul 1999, când l-a întâlnit pe James Payton, la vârsta de optsprezece ani. Legătura dintre cei doi a durat opt ani de zile, solista admițând faptul că există posibilitatea ca ei să își oficializeze relația, însă au pășit pre drumuri separate începând cu anul 2007. La începutul anului 2008, artista l-a cunoscut pe David Otunga, un absolvent al colegiului de avocatură de la Harvard, ce a fost distribuit într-un serial televizat. La mai puțin de un an, Otunga a cerut-o de soție pe cântăreață pe data de 12 septembrie, exact când Hudson își celebra cea de-a douăzeci și șaptea aniversare. În august 2009, Hudson a dat naștere primului copil al cuplului, un băiat pe nume David Daniel Otunga Jr.
Pe data de 24 octombrie 2008, mama lui Hudson, Darnell Donnerson și fratele său, Jason au fost găsiți împușcați mortal în reședința Donnerson, care era împărțită și cu sora mai în vârstă a solistei, Julia. La scurt timp, nepotul artistei, Julian King, a fost dat dispărut în urma incidentului. Actrița a anunțat faptul că va oferi o recompensă în valoare de 100.000 de dolari pentru orice informație care ar fi făcut posibilă găsirea nepotului său, însă la scurt timp a fost găsit și cadavrul acestuia. O zi mai târziu a fost arestat și primul suspect, William Balfour, un fost soț al Juliei Hudson, însă nu a fost pus sub acuzare. La scurt timp, Balfour a devenit principalul suspect, fiind ulterior acuzat de crimă de gradul întâi și de violarea domiciliului. De asemenea, acestuia i s-a refuzat posibilitatea de a fi scos pe bază de cauțiune. Suspectul a fost inculpat pentru crime pe data de 30 decembrie 2008, el pledând nevinovat o lună mai târziu. În septembrie 2012, artista a fost intervievată de Oprah Winfrey în cadrul emisiunii sale Oprah's Next Chapter, găzduită de televiziunea OWN: Oprah Winfrey Network, unde a discutat o serie de aspecte personale referitoare la moartea mamei, a fratelui și a nepotului său, declarând că îl iartă pe ucigașul acestora pentru acțiunile sale.

## Discografie
| Albume de studio - Jennifer Hudson (2008) - I Remember Me (2011) | Discuri single - „And I Am Telling You I'm Not Going” (2006) - „Spotlight” (2008) - „If This Isn't Love” (2009) - „Giving Myself” (2009) - „Where You At” (2011) - „I Remember Me” (2011) - „No One Gonna Love You” (2011) - „I Got This” (2011) - „Think Like a Man” (2012) - „I Can't Describe (The Way I Feel)” (2013) |

## Filmografie
| An   | Film                      | Rol            | Ref.    |
| ---- | ------------------------- | -------------- | ------- |
| 2006 | Dreamgirls                | Effie White    | [ 124 ] |
| 2008 | Sex and the City          | Louise         | [ 125 ] |
| 2008 | Viața secretă a albinelor | Rosaleen Daise | [ 126 ] |

| An   | Film                                     | Rol              | Ref.            |
| ---- | ---------------------------------------- | ---------------- | --------------- |
| 2009 | Fragments                                | Kathy Archenault | [ 127 ] [ 128 ] |
| 2011 | Winnie                                   | Winnie Mandela   | [ 129 ]         |
| 2012 | The Three Stooges                        | Sora Rosemary    | [ 111 ]         |
| 2013 | The Inevitable Defeat of Mister and Pete | Gloria           |                 |
| 2013 | Black Nativity                           | Naima            | [ 130 ]         |
| 2013 | Lullaby                                  | Post-producție   |                 |

- Monstrul (film din 2018)

## Nominalizări și premii
În tabelul de mai jos sunt consemnate nominalizările și/sau premiile câștigate de Jennifer Hudson în cadrul ceremoniilor Globul de Aur, Premiile Oscar, Premiile Grammy sau Premiile BET.
| An   | Ceremonia de premiere | Categorie                                   | Pentru:                                            | Rezultat     | Note    |
| ---- | --------------------- | ------------------------------------------- | -------------------------------------------------- | ------------ | ------- |
| 2007 | Globul de Aur         | „Cea mai bună actriță într-un rol secundar” | Dreamgirls                                         | Câștigat     | [ 10 ]  |
| 2007 | Premiile Oscar        | „Cea mai bună actriță într-un rol secundar” | Dreamgirls                                         | Câștigat     | [ 11 ]  |
| 2007 | Premiile BET          | „Cea mai bună actriță într-un rol secundar” | Dreamgirls                                         | Câștigat     | [ 131 ] |
| 2007 | Premiile BET          | „Cel mai bun artist nou”                    | Dreamgirls                                         | Câștigat     | [ 131 ] |
| 2007 | Premiile BET          | „Cel mai bună artistă R&B”                  | —                                                  | Nominalizare | [ 131 ] |
| 2009 | Premiile Grammy       | „Cel mai bun album R&B”                     | Jennifer Hudson                                    | Câștigat     | [ 17 ]  |
| 2009 | Premiile Grammy       | „Cel mai bun cântec R&B”                    | „Spotlight”                                        | Nominalizare | [ 16 ]  |
| 2009 | Premiile Grammy       | „Cea mai bună interpretare R&B”             | „Spotlight”                                        | Nominalizare | [ 16 ]  |
| 2009 | Premiile Grammy       | „Cea mai bună interpretare R&B a unui grup” | „I'm His Only Women” (alături de Fantasia Barrino) | Nominalizare | [ 16 ]  |
| 2009 | Premiile BET          | „Cea mai bună actriță”                      | Viața secretă a albinelor                          | Nominalizare | [ 132 ] |
| 2009 | Premiile BET          | „Cel mai bună artistă R&B”                  | —                                                  | Nominalizare | [ 133 ] |
| 2011 | Premiile BET          | „Cel mai bună artistă R&B”                  | —                                                  | Nominalizare | [ 134 ] |